# Epidendrum lacustre
Epidendrum lacustre är en orkidéart som beskrevs av John Lindley. Epidendrum lacustre ingår i släktet Epidendrum och familjen orkidéer. Inga underarter finns listade i Catalogue of Life.